# Dejan Brđović
Dejan Brđović (em sérvio:  Дејан Брђовић; Kraljevo, 21 de fevereiro de 1966 – Belgrado, 21 de dezembro de 2015) foi um jogador de voleibol da Sérvia que competiu pela Iugoslávia nos Jogos Olímpicos de 1996.
Em 1996, ele fez parte da equipe iugoslava que conquistou a medalha de bronze no torneio olímpico, no qual atuou em três partidas.
Brđović morreu aos 49 anos em Belgrado, ao voltar de Szczecin, na Polônia, onde era técnico de um clube local, para celebrar as festas de final de ano próximo de seus familiares.